# 아르메니아의 파코루스
아우렐리우스 파코루스(Αύρήλιος Πάκορος) 혹은 바쿠르(Bakur, Bacurius)는 파르티아의 영주로, 2세기 아르메니아 왕으로 있었다.
파코루스는 파르티아 군주 볼로가세스 4세 (재위: 147년-191년)의 아들이다. 그는 로마에 있는 그리스어로 된 장례 비문을 통해 알려졌으며 이 비문은 그의 형제 '아우렐리우스 메리타테스'(Aurelius Merithates)를 추도하는 그의 헌정사이다. 비문 내용 중에 파코루스는 다음과 같이 묘사된다:
Αύρήλιος Πάκορος βασιλεύς μεγάλης Άρμενίας
분역
대아르메니아의 국왕 아우렐리우스 파코루스
비문을 통해 파코루스의 형제가 로마에서 거주했고 죽었다는 것은 분명하다. 또한 파코루스가 한때 로마에서 살았고 친구를 뒀다는 점도 알려주었다. 아우렐리우스라는 이름은 네르바-안토니누스 왕가와 밀접한 관계가 있음을 나타낸다. 어떤 면에선 파코루스와 그의 형제가 파코루스가 아르메니아 왕위에 오르던 시점에 루키우스 베루스로 보이는 네르바-안토니누스 왕가의 한 황제에게서 로마 시민권을 받았음을 보여준다.
파코루스는 2세기에 아르메니아를 통치했던 것으로 알려졌고 파르티아 왕에 의하여 아르메니아 왕으로 임명된 유일한 파코루스라는 이름을 지닌 자로, 루키우스 베루스에 의해 폐위당했다. 로마-파르티아 전쟁 기간인, 161/162년에 파르티아의 볼로가세스 4세가 로마의 종속국이던 아르메니아 왕국에 들어와, 종속왕이던 소아이무스를 쫓아내고 파코루스를 왕으로 세웠다.
파코루스는 161년부터 루키우스 베루스가 로마군을 이끌고 아르메니아에 온 163년까지 아르메니아 왕으로 군림했다. 파코루스는 로마군이 아르메니아와 수도를 점령하자, 이들에 의해 폐위당하였다. 폐위된 뒤에, 소아이무스가 아르메니아 왕으로 복위되었다. 이후 파코루스의 운명은 알려져 있지 않으나 루키우스 베루스가 로마로 끌려와 그곳에서 살았을 수 있다.

## 참고 문헌
- Schottky, Martin (2010). “Armenische Arsakiden zur Zeit der Antonine. Ein Beitrag zur Korrektur der armenischen Königsliste”. 《ANABASIS Studia Classica et Orientalia》 1: 208–224. ISSN 2082-8993. (독일어)
- Federico, Frasson (2016). 〈Armenia and Armenians in Asinius Quadratus’ Παρθικά〉.   Traina, Giusto; Pagani, Lara; Gazzano, Francesca. 《Greek Texts and Armenian Traditions: An Interdisciplinary Approach》. De Gruyter. 163–194쪽. ISBN 9783110488661.
- Juntunen, Kai (2014). “The Arrogant Armenian – Tiridates (Bagratuni) in Cassius Dio and Movses Khorenats'i”. 《Arctos - Acta Philologica Fennica》 47: 153–172. ISSN 0570-734X.
- Russell, James R. (1987). 《Zoroastrianism in Armenia》. Harvard University Press. ISBN 978-0674968509.
- D. Braund, Rome and the Friendly King: The Character of the Client Kingship, Taylor & Francis, 1984
- A. De Jong, Traditions of the Magi: Zoroastrianism in Greek and Latin Literature, BRILL, 1997
- M.C. Fronto & M.P.J. Van Den Hout, A Commentary on the Letters of M. Cornelius Fronto, BRILL, 1999
- A. Birley, Marcus Aurelius, Routledge, 2000
- R.G. Hovannisian, The Armenian People From Ancient to Modern Times, Volume I: The Dynastic Periods: From Antiquity to the Fourteenth Century, Palgrave Macmillan, 2004

## 같이 보기
- 로마-파르티아 전쟁 (161년-166년)